# 레알 카슈미르 FC
레알 카슈미르 FC(Real Kashmir Football Club)는 스리나가르를 연고로 하는 인도의 축구단이다. 현재 I리그에 참가하고 있다.

## 우승
- I리그 2부 리그: 2017–18

## 선수 명단

### 현역
참고: FIFA 자격 규정에 따라 소속된 국가대표팀 국기를 표시합니다. 선수는 복수의 FIFA 비회원국 국적을 가지고 있을 수 있습니다.
| 번호 | 포지션 | 국적 | 이름            |
| ---- | ------ | ---- | --------------- |
| 3    | DF     | 인도 | 무하마드 하마드 |

| 번호 | 포지션 | 국적 | 이름 |
| ---- | ------ | ---- | ---- |